# La Navarraise

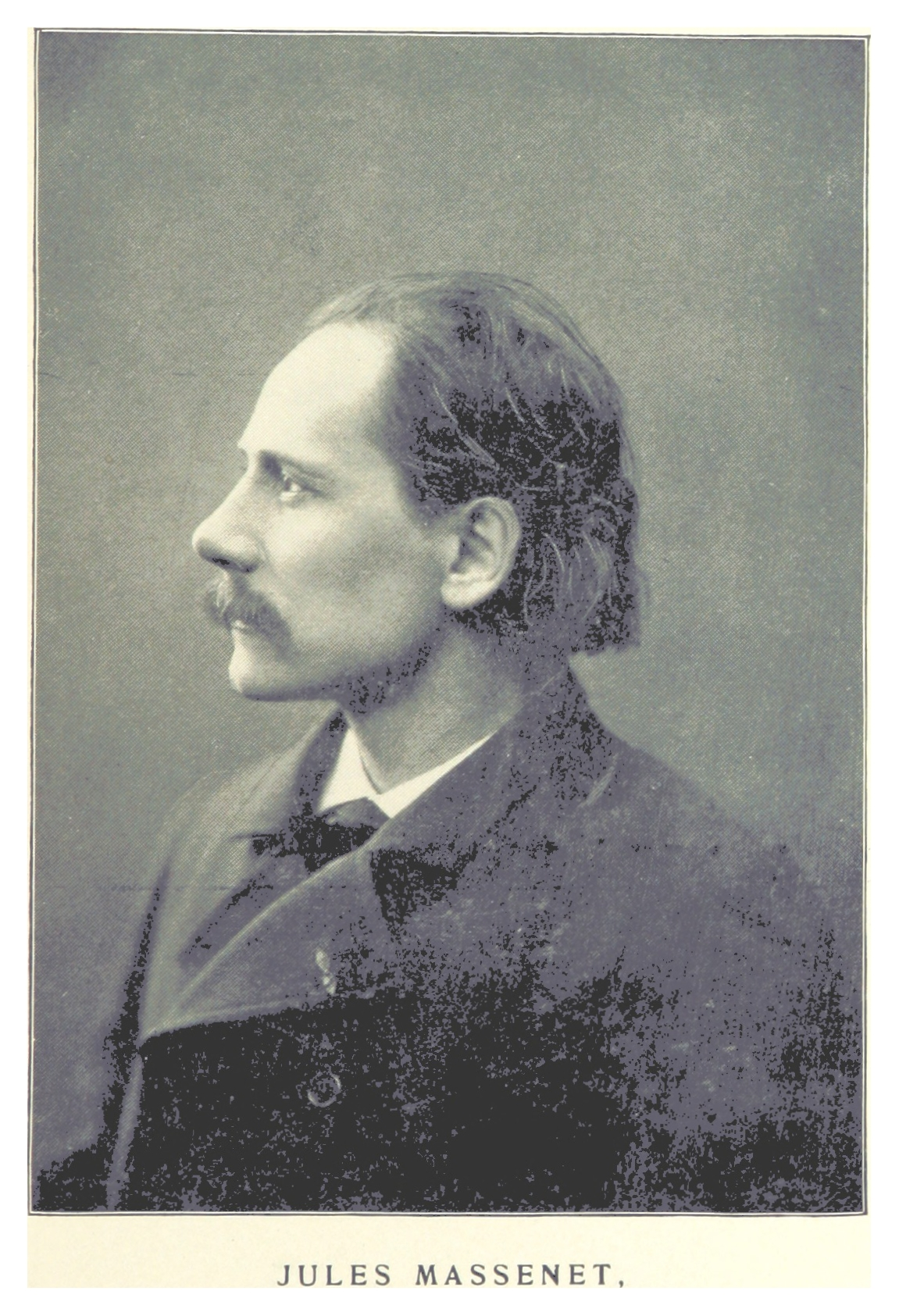
Jules Massenet

La Navarraise (Navarresiskan)  är en fransk opera i två akter med musik av Jules Massenet och libretto av Jules Claretie och Henri Cain efter Clareties novell La Cigarette.

## Historia
I januari 1892 hade Pietro Mascagnis veristiska opera På Sicilien premiär i Paris och dess enorma succé sporrade Massenet att också försöka sig på att komponera en modern, samtida opera. Han arbetade med operan 1893 och musiken blandades med lokala och sceniska effekter såsom djupa klockklanger, ljudet av stridstrumpeter, kastanjetter och handklappningar. Operan hade premiär den 20 juni 1894 på Covent Garden-operan i närvaro av dåvarande prinsen av Wales (sedermera kung Edvard VII av Storbritannien). Svensk premiär den 18 maj 1895 på Kungliga Operan i Stockholm och spelades 28 gånger fram till 1915.

## Personer
- Anita (La Navarraise) (mezzosopran)[2]
- Araquil, sergeant vid regementet i Biscaya (tenor)
- Garrido (bas)
- Remigio, Araquils fader (baryton)
- Ramon, kapten vid regementet i Biscaya (tenor)
- Bustamente (baryton)
- Baskiska kvinnor, officerare, skadade soldater, bönder (kör)

## Handling
Operan utspelar sig under det tredje carlistkriget i Spanien 1874.
Den fattiga bondeflickan Anita älskar soldaten Araquil. Men Araquils fader vill inte att sonen ska gifta sig med en fattig flicka. Han ställer som villkor att Anita ska betala en omöjligt stor summa som hemgift. Anita säger till gerillaledaren Garrido att hon är beredd att döda fiendens ledare för samma summa som Araquil begär. Araquil har letat efter Anita och när han ser henne med pengarna tror han att hon har sålt sig till soldaterna. Araquil död efter att ha fått veta sanningen och Anita blir galen av sorg.